# 美濃部美津子
美濃部 美津子（みのべ みつこ、1924年1月12日 - 2023年8月26日）は、日本のエッセイスト、落語家・古今亭志ん生 (5代目)の長女。東京都出身。

## 来歴
関東大震災の4か月後、売れない落語家の家庭で赤貧を洗うような状況の中出生。業平尋常小学校、東京高等家政女学院卒業。貯金局に勤めるが弟の世話のため退職。父親の志ん生が満洲に行き消息不明な中、第二次世界大戦前後の噺家の家庭を母と共に必死に支えた。
1954年ニッポン放送に入社、ニッポン放送専属となった父の音源の編集に携わる。1956年退社、志ん生の付き人となる。
二代目三遊亭圓歌の息子（ニッポン放送の同僚）と結婚するが、後に離婚。
志ん生没後は弟たちの家に同居。デパートなどで宝石を販売するマネキンの仕事を経て、晩年は父や弟の権利関連の管理に携わり、父や弟たちの思い出を語るエッセイを執筆した。

## ソフト

### 書籍
- 『三人噺―志ん生・馬生・志ん朝』（2002年9月 扶桑社、2005年11月、文春文庫）
- 『おしまいの噺』（2005年6月、アスペクト、2012年3月、アスペクト文庫）、改題『志ん生一家、おしまいの噺』（2018年9月、河出文庫）
- 『志ん生の食卓』（2008年2月、アスペクト、2018年12月、新潮文庫）

### CD
- 『お姉さん 美濃部美津子 つかちゃん 塚越孝の 極め付き志ん生』（ポニーキャニオン、2004年10月）

### 執筆
- DVD『志ん生復活！ 落語大全集』（講談社、2004年）

## 家族
- 父 - 古今亭志ん生（5代目）
- 母 - 美濃部りん
- 妹 - 美濃部喜美子（三味線豊太郎）
- 弟 - 金原亭馬生（10代目）
- 弟 - 古今亭志ん朝（3代目）
- 姪 - 池波志乃（十代目馬生の長女）
- 姪 - 美濃部由紀子（十代目馬生の次女 ）
- 姪孫 - 金原亭小駒（由紀子の長男）

1968～69年、美津子が三遊亭圓歌（2代目）の息子と結婚したため、一時期縁戚関係にあった。

## 演じた俳優
- 小泉今日子（NHK総合テレビジョン『いだてん〜東京オリムピック噺〜』）